# Liodon
Il liodonte (gen. Liodon), altrimenti noto come leiodonte (Leiodon) è un rettile marino estinto, appartenente ai mosasauri. Visse nel Cretaceo superiore (Campaniano – Maastrichtiano, 80-70 milioni di anni fa). I suoi resti sono stati ritrovati in gran parte del mondo (Europa, Nordamerica, Sudamerica, Nordafrica, Nuova Zelanda e forse Giappone).

## Descrizione
Il corpo di questo animale era molto allungato e adattato alla vita acquatica: nonostante si conosca poco dello scheletro postcranico, si presume che la coda fosse lunga e compressa lateralmente, mentre le zampe dovevano essere simili a pagaie, come in tutti i mosasauri. Il cranio di questo rettile era munito di una formidabile dentatura: rispetto a quelli degli altri mosasauri, i denti di Liodon erano eccezionalmente compressi lateralmente, incurvati e appuntiti, con un margine liscio. Questo tipo di dentatura era altamente specializzata, e indica abitudini altamente predatorie. Con una lunghezza che poteva raggiungere e oltrepassare i dodici metri, il liodonte era uno dei più grandi mosasauri.

## Classificazione
Il liodonte era un tipico rappresentante dei mosasauridi, lucertole marine dal corpo allungato e di enormi dimensioni, che ebbero un notevole sviluppo nel corso del Cretaceo superiore, come dimostrano i resti fossili rinvenuti in gran parte del mondo, Antartide compreso. In particolare, Liodon potrebbe appartenere alla sottofamiglia dei mosasaurini, che comprendeva enormi animali dal cranio robusto (Mosasaurus, Plotosaurus), ma l'attribuzione è incerta. Un altro mosasauro dotato di una dentatura simile è Kourisodon.

### Specie
Nel 1841 il paleontologo Richard Owen descrisse un frammento di mascella munito di alcuni denti sotto il nome di Leiodon anceps; il nome generico, tuttavia, era già stato utilizzato qualche anno prima per definire un pesce tetraodontide. Fu quindi Louis Agassiz, nel 1846, a rinominare il rettile fossile come Liodon, nome utilizzato ancora oggi. La specie tipo è conosciuta solo per frammenti, mentre la specie Liodon mosasauroides è la più nota e la più grande: si stima che il suo cranio raggiungesse i due metri di lunghezza, e che l'intero animale oltrepassasse i dodici metri. Questa forma, nota in Francia meridionale, era dotata di denti ancor più compressi rispetto alla specie tipo. Un'altra specie, Liodon sectorius, era più piccola (lunghezza 7-8 metri) ed è nota per frammenti di mascelle rinvenuti nel New Jersey e nei Paesi Bassi. A volte questa specie è considerata appartenere al genere Prognathodon. Altri denti isolati appartenenti al genere Liodon sono stati rinvenuti in Nordafrica e in Nuova Zelanda. Uno scheletro incompleto, rinvenuto in Giappone e descritto come Mosasaurus hobetsuensis, potrebbe essere un esemplare di liodonte.

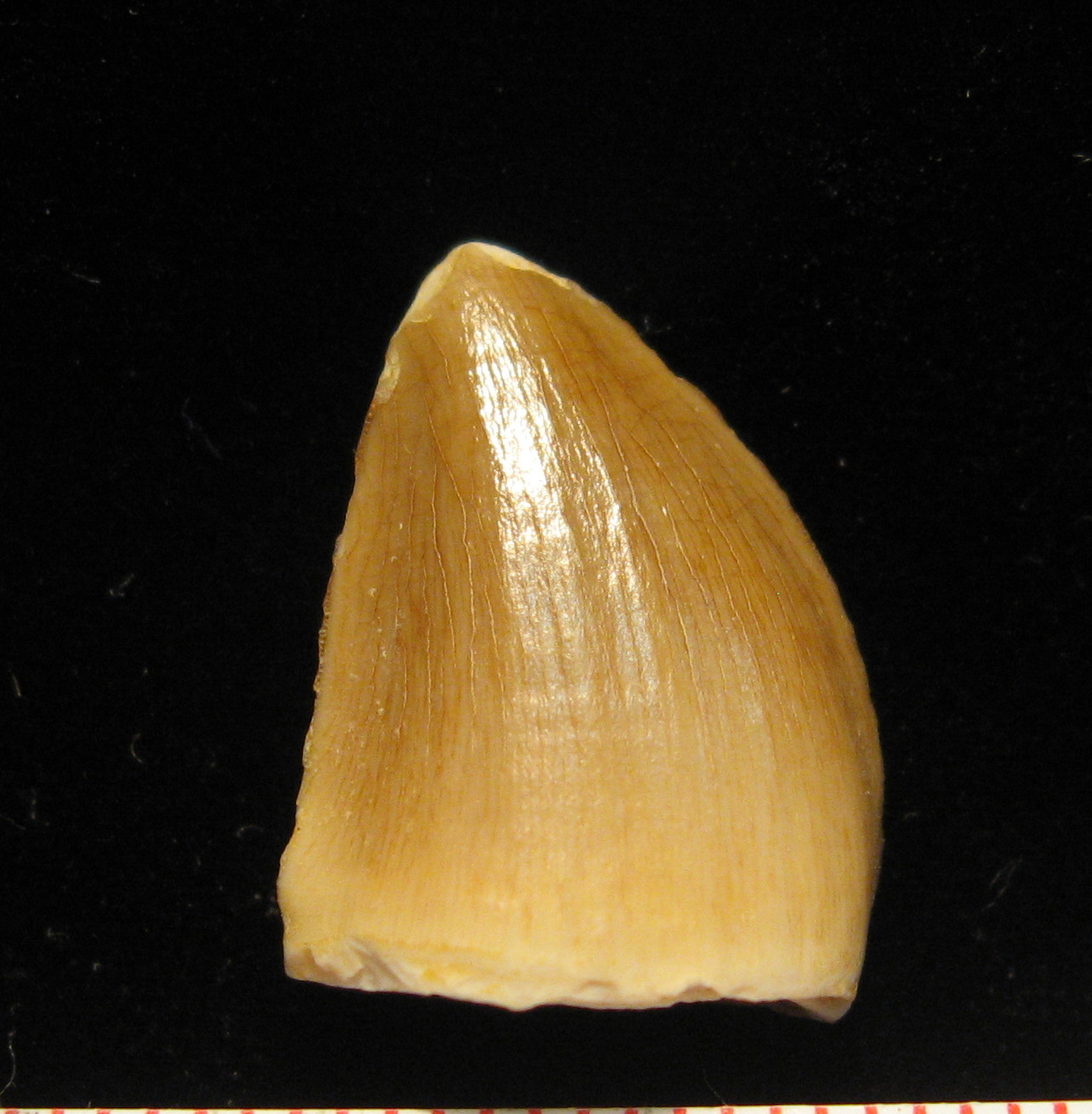
Dente di Liodon anceps

## Stile di vita
Il liodonte era un superpredatore, come testimoniato dalla forma dei denti di questo animale: questi erano eccezionalmente forti e compressi. Un simile adattamento è compatibile con un tipo di vita molto attivo, che prevedeva l'inseguimento delle prede e il loro abbattimento tramite potenti morsi. Il liodonte è considerato il più efficiente fra i mosasauri nel predare grandi pesci e rettili marini. Alcuni studiosi hanno paragonato il possibile comportamento di questo animale a quello di un odierno squalo bianco.